# Теба (Іспанія)
Теба (ісп. Teba) — муніципалітет в Іспанії, у складі автономної спільноти Андалусія, у провінції Малага. Населення — 4184 особи (2010).
Муніципалітет розташований на відстані близько 400 км на південь від Мадрида, 55 км на північний захід від Малаги.
На території муніципалітету розташовані такі населені пункти: (дані про населення за 2010 рік)
- Уертас-і-Монтес: 196 осіб
- Теба: 3988 осіб

## Демографія
Динаміка населення (INE ):

## Галерея зображень

Розташування муніципалітету у провінції Малага
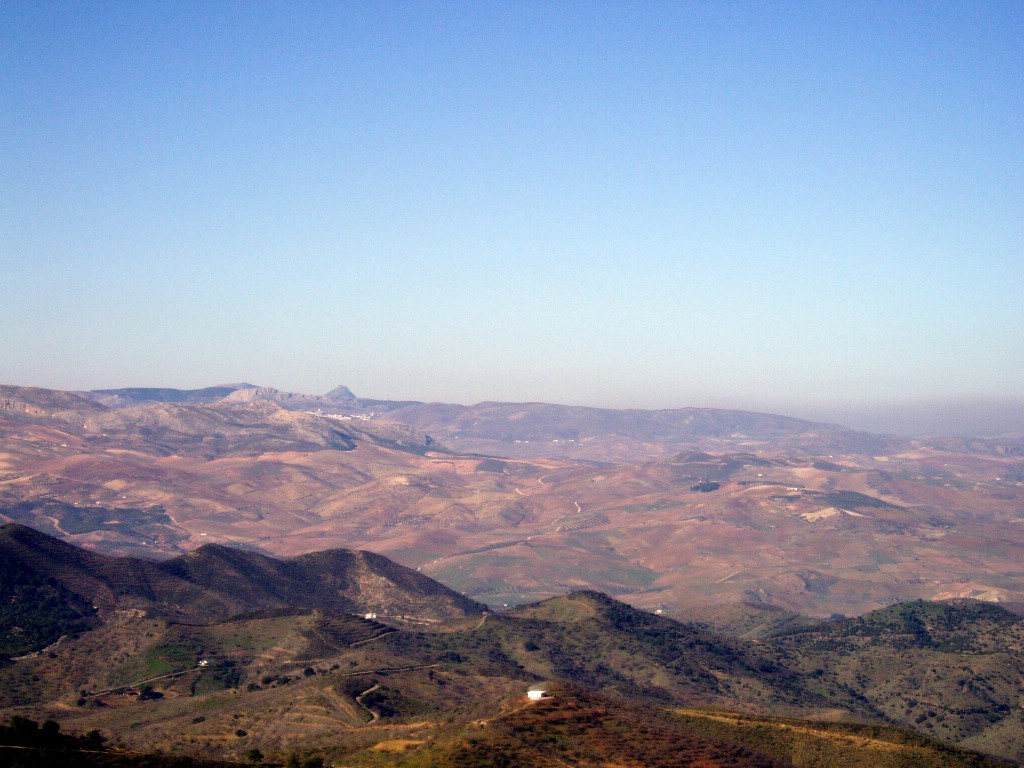
Теба (на задньому плані), вид з гір Сьєрра-де-Агуас
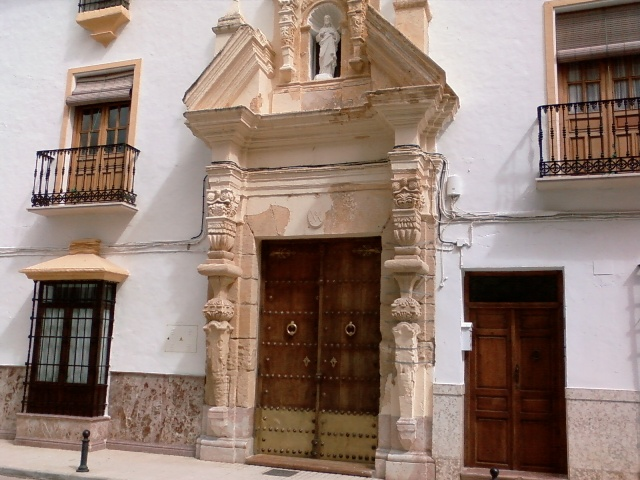
Палац маркіза де Греніни
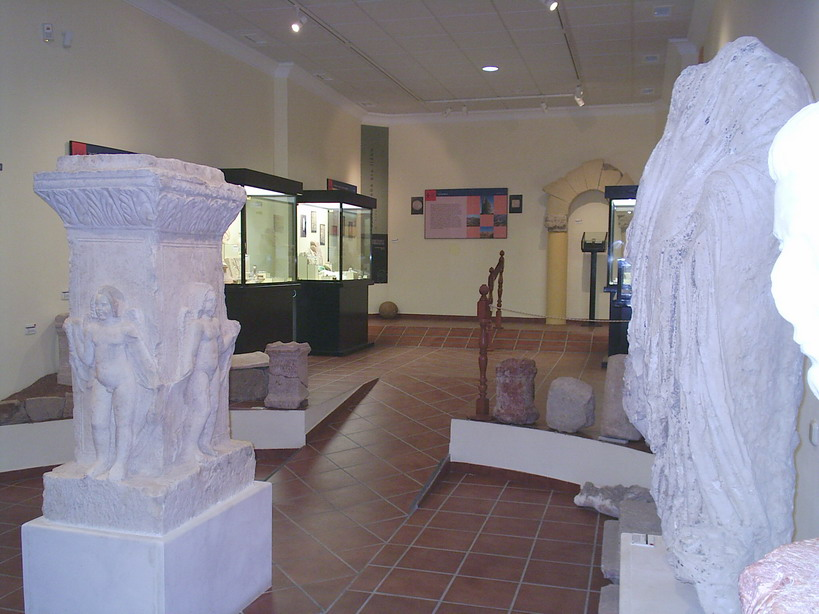
Зал історичного музею Теби
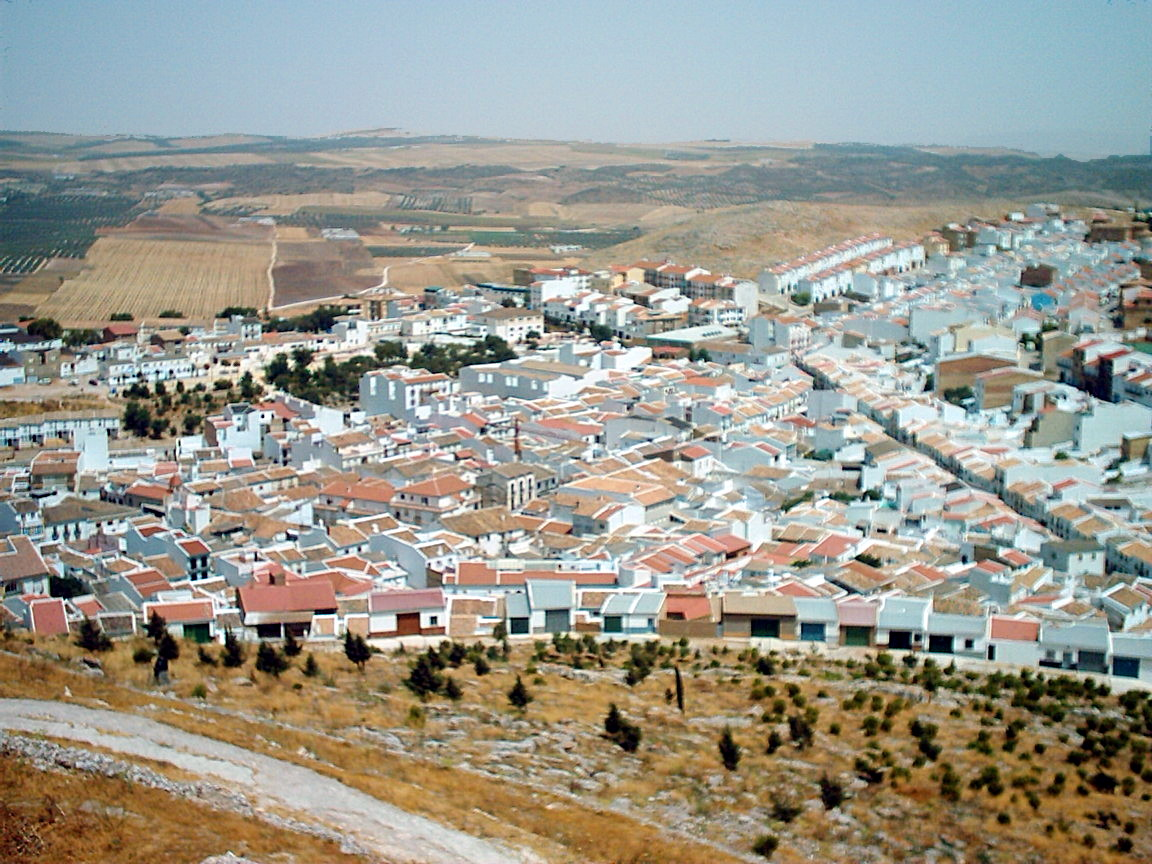
Вид на місто з замку Ла-Естрелья
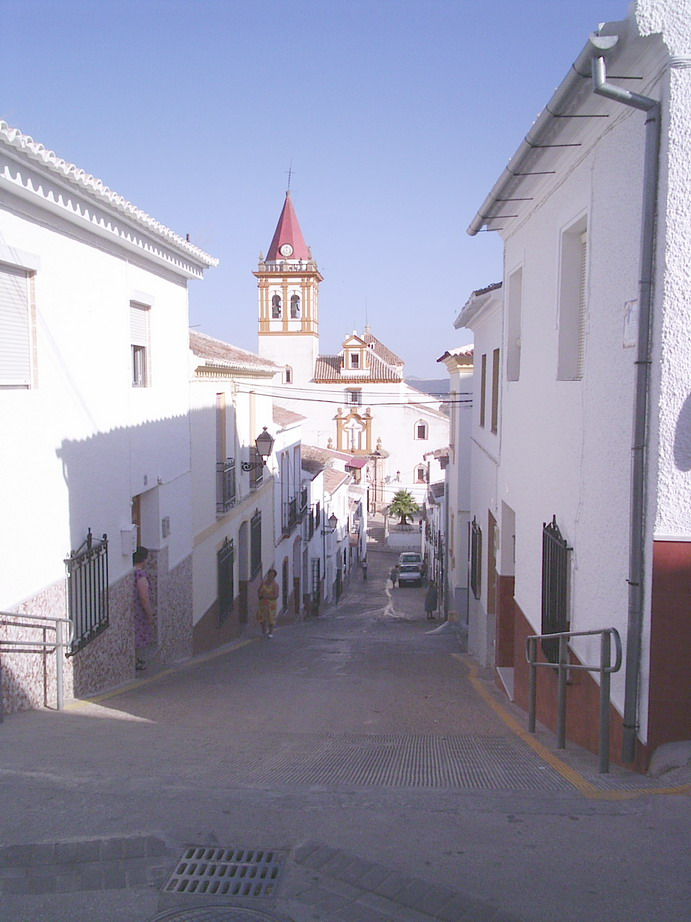
Церква Ла-Санта-Крус-Реаль, Теба